# Masacrul de la Fântâna Albă
Masacrul de la Fântâna Albă a avut loc la 1 aprilie 1941, în Bucovina de Nord, unde aproximativ 200 de români au fost uciși de către trupele sovietice când încercau să treacă granița din URSS în România.
Deși, potrivit unor date, nu au fost omorâți mai mult de 48 de civili, martorii locali au povestit despre un număr de victime mult mai mare, susținând că supraviețuitorii au fost torturați, executați sau îngropați de vii în morminte. Alți supraviețuitori au fost luați pentru a fi torturați și uciși de către NKVD, poliția secretă sovietică.  

## Fondul situației

Bucovina divizată în iunie 1940

În 1940, România a fost forțată să cedeze Uniunii Sovietice un teritoriu locuit de peste 3 milioane de persoane, în urma ultimatumului primit în luna iunie a aceluiași an. Imediat ce administrația și armata română au fost evacuate, trupele din Armata Roșie și NKVD au ocupat teritoriul. Multe familii au fost luate prin surprindere de această desfășurare rapidă a evenimentelor cu membri de ambele părți ale noii granițe. În această situație mulți dintre ei au încercat să se reunească cu familiile trecând granița în mod legal sau, dacă nu era posibil, ilegal. Conform datelor oficiale sovietice, în zona patrulată de Unitatea 97 de grăniceri sovietici, 471 de persoane au trecut granița ilegal din zonele Hliboca, Herța, Putila și Storojineț. Zona acestei unități era pe o distanță de 7.5 km la sud de Cernăuți.
Din zonele mai îndepărtate, Vășcăuți, Zastavna, Noua-Suliță, Sadagura și Cernăuți-rurală, 628 de persoane au trecut granița pentru a se refugia în România. Acest fenomen a fost prezent în toate grupurile sociale și etnice din teritoriile ocupate. 
În primul an de ocupație sovietică, estimările ucrainene dau ca cifră un număr de peste 7.000 de refugiați în România, dar acest număr ar putea fi mult mai mare.
Autoritățile sovietice au reacționat în două moduri: în primul rând au întărit patrularea granițelor, în al doilea rând au făcut liste cu familiile care aveau rude și în România și i-au declarat pe toți membrii acestora trădători de țară și i-au deportat muncă forțată. Listele unității 97 de patrulare numărau la 1 ianuarie 1941 1.085 de persoane. Listele altor localități includeau numele a peste 1.294 de persoane (la 7 decembrie 1940). Din acest moment au început să fie considerate trădătoare de țară chiar și persoanele care erau doar bănuite că ar avea intenții să fugă în România.

## Incidente premergătoare
La 19 noiembrie 1940, 40 de familii (105 persoane) din localitatea Suceveni au încercat să treacă granița noaptea la Fântâna Albă. Surprinși de patrulele sovietice, a avut loc o confruntare în care 3 au fost uciși, 2 răniți și capturați de sovietici. Restul grupului (inclusiv 5 răniți) a reușit să ajungă la Rădăuți. Drept represalii, autoritățile ruse au ordonat arestarea și deportarea tuturor rudelor celor 105 de persoane în Siberia.
A urmat o altă încercare de refugiere în România a peste 100 de persoane din localitățile Mahala, Ostrița, Horecea și alte câteva sate, aceștia având mai mult noroc și reușind să treacă în România. Aceasta a dat încredere și altor oameni, de aceea în noaptea de 6 februarie 1941 un grup de 500 de persoane din satele Mahala, Cotul Ostriței, Buda, Corovia, Horecea-Urbană, Ceahor, Molodia și Ostrița a încercat să treacă în România. Oamenii au fost surprinși însă și atacați cu rafale de mitralieră din mai multe direcții. Au fost uciși foarte mulți, inclusiv organizatorii N. Merticar, N. Nica și N. Isac. 57 de persoane au reușit totuși să se refugieze în România, dar alții 44 au fost arestați și acuzați că ar fi fost membri ai unei organizații contrarevoluționare. La 14 aprilie, 1941, 12 dintre ei au fost condamnați la moarte, iar restul de 32 la 10 ani de muncă forțată și pierderea drepturilor civile pentru 5 ani. Ca și în cazurile anterioare, toate rudele lor au fost considerate trădători de țară, arestate și deportate în Siberia.

## Desfășurarea masacrului
La începutul anului 1941, NKVD a lansat zvonuri potrivit cărora sovieticii ar fi permis trecerea graniței în România. Drept urmare, la 1 aprilie 1941 un grup mare de oameni din mai multe sate de pe valea Siretului (Pătrăuții-de-Sus, Pătrăuții-de-Jos, Cupca, Corcești, Suceveni), purtând în față un steag alb și însemne religioase (icoane, prapuri și cruci din cetină), a format o coloană pașnică de peste 3.000 de persoane, și s-a îndreptat spre noua graniță sovieto-română. În poiana Varnița, la circa 3 km de granița română, grănicerii sovietici i-au somat să se oprească. După ce coloana a ignorat somația, sovieticii au tras în plin cu mitraliere, încontinuu, secerându-i. Supraviețuitorii au fost urmăriți de cavaleriști și spintecați cu sabia. 
După masacru răniții au fost legați de cozile cailor și târâți până la 5 gropi comune săpate dinainte, unde au fost îngropați, unii fiind în viață încă: bătrâni, femei, copii, sugari — vii, morți sau muribunzi. Două zile și două nopți s-a mișcat pământul în acele gropi, până toți și-au dat duhul.
Câțiva, „mai norocoși”, au fost arestați de NKVD din Hliboca (Adâncata) și, după torturi înfiorătoare, au fost duși în cimitirul evreiesc din acel orășel și aruncați de vii într-o groapă comună, peste care s-a turnat și s-a stins var.
O listă parțială a victimelor identificate ulterior:
- Din comuna Carapciu: Vasile, Gheorghe și Cosma Opaiț, Gheorghe, Vasile și Cosma Tovarnițchi, Nicolae Corduban.
- Din satul Cupca: Ioan Belmega, Ioan Gaza, Mihai Țugui, Arcadie Plevan.
- Din satul Dimca (Trestiana): Petre Jianu a lui Ion, Vasile și Petre Cimbru, Nicolae Drevariuc.
- Din comuna Suceveni: Dragoș Bostan, Constantin Sucevean, Titiana Lipăștean, Gheorghe Sidoreac.
- Din comuna Iordănești: Nicolae Halac a lui Simion, Ion Halac a lui Dumitru, Dumitru Halac a lui Grigore, Dumitru Opaiț a lui Mihai, Constantin Molnar.
- Din comuna Pătrăuții de Jos: Zaharia Boiciu, Olga Cobel a lui Ioan și Maria Cobel (născută Aroneț), Ana Feodoran a lui Simion, Gheorghe Feodoran a lui Gheorghe, Teodor Feodoran a lui Gheorghe, Maftei Gavriliuc, Ion Pătrăuceanu a lui Ilie, Ștefan Pavel a lui Petru, Rafila Pojoga.
- Din Pătrăuții de Sus: Constantin Ciucureanu, Arcadie Ursuleanu, Gheorghe Moțoc.

Numărul exact al victimelor nu s-a aflat și probabil nu se va mai afla vreodată. Conform datelor arhivate de autoritățile sovietice, 20 de persoane au fost ucise în încercarea de a trece granița, printre care bătrâni, femei și copii. Conform listelor realizate mai târziu, numărul victimelor din doar șase sate bucovinene era de 44 de persoane (17 din Pătrăuții-de-Jos, 12 din Trestiana, 5 din Cupca și 5 din Suceveni, 3 din Pătrăuții-de-Sus, 2 din Oprișeni). Alte estimări ale martorilor locali dau un număr între 200 și peste 2000 de victime, ucise direct de mitraliere, altele rănite și ucise apoi cu lovituri de săbie și hârleț sau îngropate de vii.
O relatare a evenimentelor este făcută de către unul din puținii martori oculari care au supraviețuit, Gheorghe Mihailiuc (1925–2005, fost profesor de liceu, scriitor și poet), în cartea sa, „Dincolo de cuvintele rostite”, publicată în 2004, la editura Vivacitas din Hliboca. Mihailiuc descrie ce s-a întâmplat la Fântâna Albă pe 1 aprilie 1941 ca pe un „masacru”, un „genocid”, și un „măcel”.

## Urmări
După masacru a fost declanșată o operațiune vastă de represalii. Astfel, în noaptea zilei de 12 spre 13 iunie 1941, peste 13.000 de români au fost ridicați din casele lor și deportați în Siberia și Kazahstan. Au supraviețuit puțini. Ca rezultat al emigrărilor, deportărilor și asasinatelor, populația românească a regiunii Cernăuți a scăzut cu 75,000 de persoane între recensământul românesc din 1930 și primul recensământ Sovietic în 1959. S-a afirmat că aceste persecuții au făcut parte dintr-un program deliberat de exterminare a populației românești, plănuit și executat de regimul sovietic.
Subiectul masacrului de la Fântâna Albă a fost considerat tabu până în anii '90, fiind interzisă de autoritățile sovietice și ulterior de cele ucrainene orice referire la el sau comemorare a lui. Doar din anul 2000 autoritățile ucrainene au permis oficierea unui parastas pentru odihna românilor care și-au dorit doar să trăiască în România.
În data de 12 aprilie 2011, Camera Deputaților a adoptat propunerea legislativă nr. 796/2010 prin care data de 1 aprilie se instituie drept Zi națională de cinstire a memoriei românilor – victime ale masacrelor de la Fântâna Albă și alte zone, ale deportărilor, ale foametei și ale altor forme de represiune organizate de regimul totalitar sovietic în Ținutul Herța, nordul Bucovinei și întreaga Basarabie.
În anul 2015 deputatul Eugen Tomac a susținut constituirea unei Comisii parlamentare pentru restabilirea adevărului istoric în privința masacrului de la Fântâna Albă din 1 aprilie 1941.